# أوغسطين ديل كاستيو
أوغسطين ديل كاستيو (بالإسبانية: Agustín del Castillo) (1565–1626) رسام إسباني ينتمي للحركة الباروكية.
أوغسطين هو الأخ الأكبر للرسام خوان ديل كاستيو. ولد الأخوان ديل كاستيو في إشبيلية، وقد تدرّبا على الرسم على يد لويس فيرنانديز (رسام) في إشبيلية. انتقل إلى قرطبة حيث رسم لوحات زيتية وتصوير جصي في مواضيع دينية. معظم أعماله أصابها الضرر.
توفي ديل كاستيو في قرطبة. أصبح ابنه أنتونيو ديل كاستيو رساماً مشهوراً أيضاً.